# Dominik Distelberger
Dominik Distelberger (* 16. März 1990 in Scheibbs) ist ein österreichischer Leichtathlet, der sich auf den Mehrkampf spezialisiert hat.

## Erfolge
Distelberger hält im Jugendsport mehrere österreichische Rekorde, darunter im Achtkampf, aufgestellt am 26. oder 27. Mai 2007 in Maribor mit 5987 Punkten (Altersklasse U18), im 110-Meter-Hürdenlauf, ebenfalls in Maribor am 27. Mai 2008 aufgestellt mit 13,84 s (ebenfalls U18) und in derselben Disziplin in der Altersklasse U20 mit 13,83 s, aufgestellt am 11. Juli 2009 in Kapfenberg.
2012 wurde Distelberger Staatsmeister im Mehrkampf und im Weitsprung in der Halle, sowie Vizestaatsmeister im 60-Meter-Hürdenlauf, sowie im 60-Meter-Lauf in der Halle und qualifizierte sich für die Europameisterschaften in Helsinki, wo er Platz 15 von ca. 30 Startern erreichte. Mit 7611 Punkten verfehlte er jedoch das Limit für die Olympischen Spiele 2012.
2016 gelang Distelberger mit 8175 Punkten erstmals die Qualifikation für Olympische Spiele. Dort belegte er mit 7954 Zählern den 19. Rang.
2018 nahm er an den Hallenweltmeisterschaften in Birmingham teil und belegte mit 5908 Punkten den 8. Platz beim Siebenkampf.

### Nationale Erfolge
Distelberger ist mehrfacher österreichischer Staatsmeister in Halle und Freiluft, davon zweimal im Zehnkampf.

## Vereinszugehörigkeiten
Distelberger startet für die UVB Purgstall.

## Auszeichnung
Ende des Jahres 2014 wurde Distelberger zusammen mit der Stabhochspringerin Kira Grünberg als Österreichs Leichtathlet des Jahres 2014 („Austrian Athletics Award“) geehrt. Fans, Trainer und Medien haben die beiden Athleten zu den Siegern gewählt.

## Persönliche Bestleistungen
Distelbergers persönliche Bestleistungen liegen im Zehnkampf bei 8175 Punkten, die er 2016 beim Mehrkampf-Meeting Götzis erreichte, im Siebenkampf in der Halle bei 6063 Punkten am 5. März 2017 in Belgrad und im Achtkampf (U18) bei 5987 Punkten.